# Jung Joon-won
Jung Joon-won (en hangul, 정준원; 13 de enero de 1988) es un actor surcoreano. Es conocido sobre todo por sus papeles en la película de 2018 Believer y en la serie televisiva de 2019 My Lawyer, Mr. Jo 2: Crime and Punishment.

## Vida personal
Realizó sus estudios de secundaria en la escuela Yeongdong (Gangnam-gu, Seúl). Cuando estaba en tercer curso participó en un festival de teatro juvenil a través del club de teatro de la escuela. Pese a haber olvidado dos páginas de diálogos, el público, formado por sus amigos y conocidos, le aplaudió igualmente, y fue incluso premiado; esta primera experiencia hizo nacer en Jung la ambición de convertirse en actor.
Se graduó en actuación en el Instituto de las Artes de Seúl.

## Carrera
Comenzó trabajando como actor de teatro. Debutó en cine en 2013 protagonizando el cortometraje Melodrama, escrito y dirigido por Han Chang-rok, que compitió en el 39.o Festival de Cine Independiente de Seúl. Su primer trabajo en cine comercial fue en 2015 con un papel de reparto en The Avian Kind. Desde entonces interpretó una gran variedad de personajes tanto en cine como, desde 2018, televisión. Algunos de sus papeles más destacados en sus primeros años fueron los de Joong-han en Anarchist from Colony y Chang-seok en The Table, compartiendo aquí la escena con Jung Yu-mi. Pero fue sobre todo el personaje del detective Kang Deok-cheon en Believer, aun siendo un secundario, el que lo dio a conocer al gran público, gracias al éxito del filme.
En 2019 protagonizó junto a Lee Ji-eun la cuarta parte de la serie colectiva Persona, titulada Pasear de noche (parte dirigida por Kim Jong-kwan). Su personaje, denominado simplemente como K, cumple un singular paseo nocturno por las calles solitarias del casco antiguo de Seúl junto al fantasma de su novia fallecida.
Desde abril de 2018 el actor estaba ligado a la agencia King Kong by Starship. El 17 de julio de 2023 Alien Company anunció que había firmado un contrato de representación exclusiva con Jung Joo-won.

## Filmografía

### Cine
| Año  | Título                         | Hangul               | Papel                            | Notas                            | Ref.                 |
| ---- | ------------------------------ | -------------------- | -------------------------------- | -------------------------------- | -------------------- |
| 2013 | Melodrama                      | 멜로영화             | Hyun-mo                          | Cortometraje de 15 minutos       | [ 2 ]                |
| 2015 | The Avian Kind                 | 조류인간             | Extranjero 2                     |                                  | [ 3 ]                |
| 2016 | Like a French Film             | 프랑스 영화처럼      | Poeta                            |                                  |                      |
| 2016 | Dongju: The Portrait of a Poet | 동주                 | Estudiante 1 de Joseon           |                                  |                      |
| 2016 | Chae's Movie Theater           | 채씨 영화방          | Choi-goon                        |                                  | [ 9 ]                |
| 2017 | Anarchist from Colony          | 박열                 | Kim Joong-han                    |                                  | [ 10 ]               |
| 2017 | The Table                      | 더 테이블            | Chang-seok                       |                                  | [ 11 ] [ 12 ]        |
| 2018 | Little Forest                  | 리틀 포레스트        | Hoon-yi                          | Aparición especial               | [ 13 ]               |
| 2018 | Unknown Woman                  |                      | Hyun-oh                          | Cortometraje                     |                      |
| 2018 | Believer                       | 독전                 | Kang Deok-cheon                  |                                  | [ 4 ] [ 14 ]         |
| 2019 | Say Goodbye in Hakodate        | 하코다테에서 안녕    | Hyun-oh                          | Cortometraje, con Ahn So-hee     | [ 15 ]               |
| 2019 | My First Client                | 어린 의뢰인          | Geon-woo                         |                                  |                      |
| 2019 | Cheer Up, Mr. Lee              | 힘을 내요, 미스터 리 | Choong-sik                       |                                  |                      |
| 2019 | Bring Me Home                  | 나를 찾아줘          | Joon-beom                        | Aparición especial               | [ 16 ]               |
| 2022 | Body Parts                     | 신체모음.zip         | Jae-pil                          | Película colectiva, parte «Stub» |                      |
| 2022 | Creyente 2                     | 독전 2               | Kang Deok-cheon                  |                                  | [ 17 ]               |
| 2024 | Escape                         | 탈주                 | Segundo teniente Park Jun-pyeong |                                  | [ 18 ] [ 19 ] [ 20 ] |

### Series de televisión
| Año     | Título                                    | Papel          | Canal   | Notas                 | Ref.          |
| ------- | ----------------------------------------- | -------------- | ------- | --------------------- | ------------- |
| 2013    | Medical Top Team                          |                | MBC     |                       |               |
| 2018    | Forgotten Season                          | Heo Yoon-ki    | KBS2    | KBS Drama Special     | [ 21 ]        |
| 2019    | My Lawyer, Mr. Jo 2: Crime and Punishment | Kook Jong-bok  | KBS2    |                       | [ 22 ]        |
| 2019    | VIP                                       | Cha Jin-ho     | SBS     |                       | [ 23 ]        |
| 2019    | Persona                                   | K              | Netflix | Parte Pasear de noche | [ 5 ] [ 6 ]   |
| 2019    | Goodbye, B1                               | Jung Hyun-jun  | KBS2    | KBS Drama Special     | [ 24 ]        |
| 2020-21 | Hush                                      | Choi Kyung-woo | JTBC    |                       | [ 25 ]        |
| 2022    | Una familia ejemplar                      | Cha Yoon-seok  | Netflix | Serie web             | [ 26 ]        |
| 2025    | Manual para residentes                    | Gu Do-won      | tvN     |                       | [ 27 ] [ 28 ] |
| 2025    | ¡Oh, mis clientes fantasmas!              |                | MBC     | Aparición especial    | [ 29 ]        |

## Premios y nominaciones
| Año  | Premios   | Categoría              | Papel                                     | Resultado | Ref. |
| ---- | --------- | ---------------------- | ----------------------------------------- | --------- | ---- |
| 2019 | KBS Drama | Mejor actor revelación | My Lawyer, Mr. Jo 2: Crime and Punishment | Nominado  |      |